# ハトヴァン - ショモシュケーウーイファル線
ハトヴァン - ショモシュケーウーイファル線（ハンガリー語: Hatvan–Somoskőújfalu-vasútvonal）は、ハンガリー国鉄の鉄道線の名称である。路線番号は81。

## 歴史

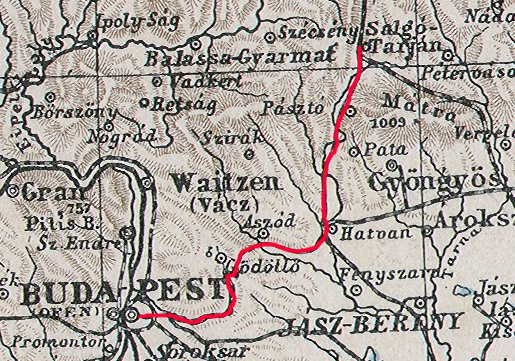
ハンガリー北部鉄道路線

1863年1月19日にペシュト - ベステルツェバーニャ間の鉄道建設許可が与えられ、ハンガリー北部鉄道（Magyar Északi Vasút, MÉV）が建設と運営を担当した。この路線はブダペスト - ハトヴァン線と合わせて1867年5月19日に開通された。MÉVの財政は1868年に難しくなって、ハンガリー国鉄（Magyar Államvasutak, MÁV）がこの路線を含めてMÉV路線を引き受けた。ルットカ（現在ヴルートキ）方面の鉄道延伸工事はMÁVの管理・監督で実行された。1871年5月4日サルゴータリアーン - ロションツ（現在ルチェネッツ）間が開通された。
第一次世界大戦の終戦後、チェコスロバキア鉄道（Československé státní dráhy, ČSD）が創設されて、国境線 - フィヤコヴォ間はČSDに組み入れられた。

## 運行形態
普通について説明する。

### 普通
線内のみ、2時間に1本の運行。平日午後は増発され、1-2時間に1本の運行となる。
2022年度以前は、一日南行1本を除き、マートラヴィデーキにも停車していた。

### 過去の運行種別
- 区間特急(S)
ブダペスト - ハトヴァン - ショモシュケーウーイファル
2018年以前、休日のみ一日1往復運行していて、夏季は運休していた。ハトヴァン以南は80号線に直通していた。北行は各駅停車であったが、南行はキシュテレニェ・バーニャテレプ、マートラヴェレベーイ、タル、マートラセーレーシュ、ヨッバージ、マートラヴィデーキの6駅を通過していた。

## 駅一覧
以下では、ハンガリー国鉄81号線の駅と営業キロ、停車列車、接続路線などを一覧表で示す。
- 種別
  - Sz：普通
- 停車駅
  - ■印：全列車停車
  - ●印：一部通過
  - △印：一部停車
  - ｜印：全列車通過

| 路線名 | 駅名                                            | 駅間営業キロ | 累計営業キロ | Sz | 接続路線                                                            | 所在地         | 所在地                 |
| ------ | ----------------------------------------------- | ------------ | ------------ | -- | ------------------------------------------------------------------- | -------------- | ---------------------- |
| 81     | ハトヴァン駅                                    | -            | 0.0          | ■  | 80号線（フュゼシャボニ方面、ブダペスト方面） 82号線（ソルノク方面） | ヘヴェシュ県   | ハトヴァン郡           |
| 81     | マートラヴィデーキ・エレーミュー駅（休止中 *1） |              | (6.3)        | ｜ |                                                                     | ヘヴェシュ県   | ハトヴァン郡           |
| 81     | レーリンチ駅                                    | 8.3          | 8.3          | ■  |                                                                     | ヘヴェシュ県   | ハトヴァン郡           |
| 81     | シェイプ駅                                      | 2.4          | 10.7         | ■  |                                                                     | ヘヴェシュ県   | ハトヴァン郡           |
| 81     | アプツ・ザジヴァサーントー駅                    | 3.6          | 14.3         | ■  |                                                                     | ヘヴェシュ県   | ハトヴァン郡           |
| 81     | ヨッバージ駅                                    | 4.7          | 19.0         | ■  |                                                                     | ノーグラード県 | パーストー郡           |
| 81     | スルドクピュシュペキ駅                          | 2.3          | 21.3         | ■  |                                                                     | ノーグラード県 | パーストー郡           |
| 81     | パーストー駅                                    | 8.1          | 29.4         | ■  |                                                                     | ノーグラード県 | パーストー郡           |
| 81     | マートラセーレーシュ・ハスノシュ駅              | 2.7          | 32.1         | ■  |                                                                     | ノーグラード県 | パーストー郡           |
| 81     | タル駅                                          | 3.4          | 35.5         | ■  |                                                                     | ノーグラード県 | パーストー郡           |
| 81     | マートラヴェレベーイ駅                          | 3.0          | 38.5         | ■  |                                                                     | ノーグラード県 | バートニテレニェ郡     |
| 81     | ナジバートニ駅                                  | 3.5          | 42.0         | ■  |                                                                     | ノーグラード県 | バートニテレニェ郡     |
| 81     | キシュテレニェ駅                                | 3.4          | 45.4         | ■  |                                                                     | ノーグラード県 | バートニテレニェ郡     |
| 81     | キシュテレニェ・バーニャテレプ駅                | 2.0          | 47.4         | ■  |                                                                     | ノーグラード県 | バートニテレニェ郡     |
| 81     | ザジヴァパールファルヴァ駅                      | 6.2          | 53.6         | ■  |                                                                     | ノーグラード県 | シャルゴータルヤーン郡 |
| 81     | シャルゴータルヤーン・キュルセー駅              | 2.5          | 56.1         | ■  |                                                                     | ノーグラード県 | シャルゴータルヤーン郡 |
| 81     | シャルゴータルヤーン駅                          | 2.1          | 58.2         | ■  |                                                                     | ノーグラード県 | シャルゴータルヤーン郡 |
| 81     | ショモシュケーウーイファル駅                    | 6.4          | 64.6         | ■  |                                                                     | ノーグラード県 | シャルゴータルヤーン郡 |

(*1):2022年12月休止。